# Властимил Хорт
Властимил Хорт (на чешки: Vlastimil Hort) е един от най-забележителните чехословашки шахматисти.

## Биография
Роден е през 1944. Носител е на гросмайсторско звание от 1965. Най-високия ЕЛО-коефициент, който е успял да достигне е 2546. Едноличен шампион е на ЧССР пет пъти (1970, 1971, 1972, 1975, 1977), а през 1984 г. става заедно с Властимил Янса. През 1987 е шампион на ФРГ, заедно с Ралф Лау. Участва в „Мача на века“ през 1970 г., като постига победа срещу Полугаевски с 2.5:1.5. През 1980 г. емигрира в Западен Берлин.

## Турнирни победи
- 1969 – Венеция
- 1971 – Хавана, Лухачовице, Хавиржов
- 1974 – Слънчев бряг, Хейстингс
- 1976 – Баня Лука
- 1977 – Полски здруй, Лондон
- 1979 – Хелзинки, Бон
- 1980 – Сараево, Хамбург
- 1983 – Западен Берлин
- 1985 – Вюрцбург

## Участия на шахматни олимпиади
Взима участия на 14 олимпиади. В единайдесет от тях е в състава на Чехословакия, в две в отбора на ФРГ и последното му участие е за Германия. Спечелва два индивидуални медала. Първият е бронз на трета дъска през 1962 със спечелени 12 точки от 17 възможни (8+ 1– 8=). Вторият е сребро на първа дъска през 1972 г. с резултат 14,5 от 18 възможни (11+ 0– 7=).
| Година | Организатор   | Отбор        | Класиране (отборно) | Дъска    |
| 1960   | Лайпциг       | Чехословакия | 5                   | Четвърта |
| 1962   | Златни пясъци | Чехословакия | 10                  | Трета    |
| 1964   | Тел Авив      | Чехословакия | 5                   | Трета    |
| 1966   | Хавана        | Чехословакия | 6                   | Втора    |
| 1968   | Лугано        | Чехословакия | 9                   | Първа    |
| 1970   | Зиген         | Чехословакия | 5                   | Първа    |
| 1972   | Скопие        | Чехословакия | 4                   | Първа    |
| 1974   | Ница          | Чехословакия | 9                   | Първа    |
| 1980   | Валета        | Чехословакия | 5                   | Първа    |
| 1982   | Люцерн        | Чехословакия | 2                   | Първа    |
| 1984   | Солун         | Чехословакия | 17                  | Първа    |
| 1988   | Солун         | ФРГ          | 18                  | Първа    |
| 1990   | Нови Сад      | ФРГ          | 9                   | Втора    |
| 1992   | Манила        | Германия     | 13                  | Четвърта |